# Điểm tới hạn trong hệ thống khí hậu

Các yếu tố bùng phát trong hệ thống khí hậu.

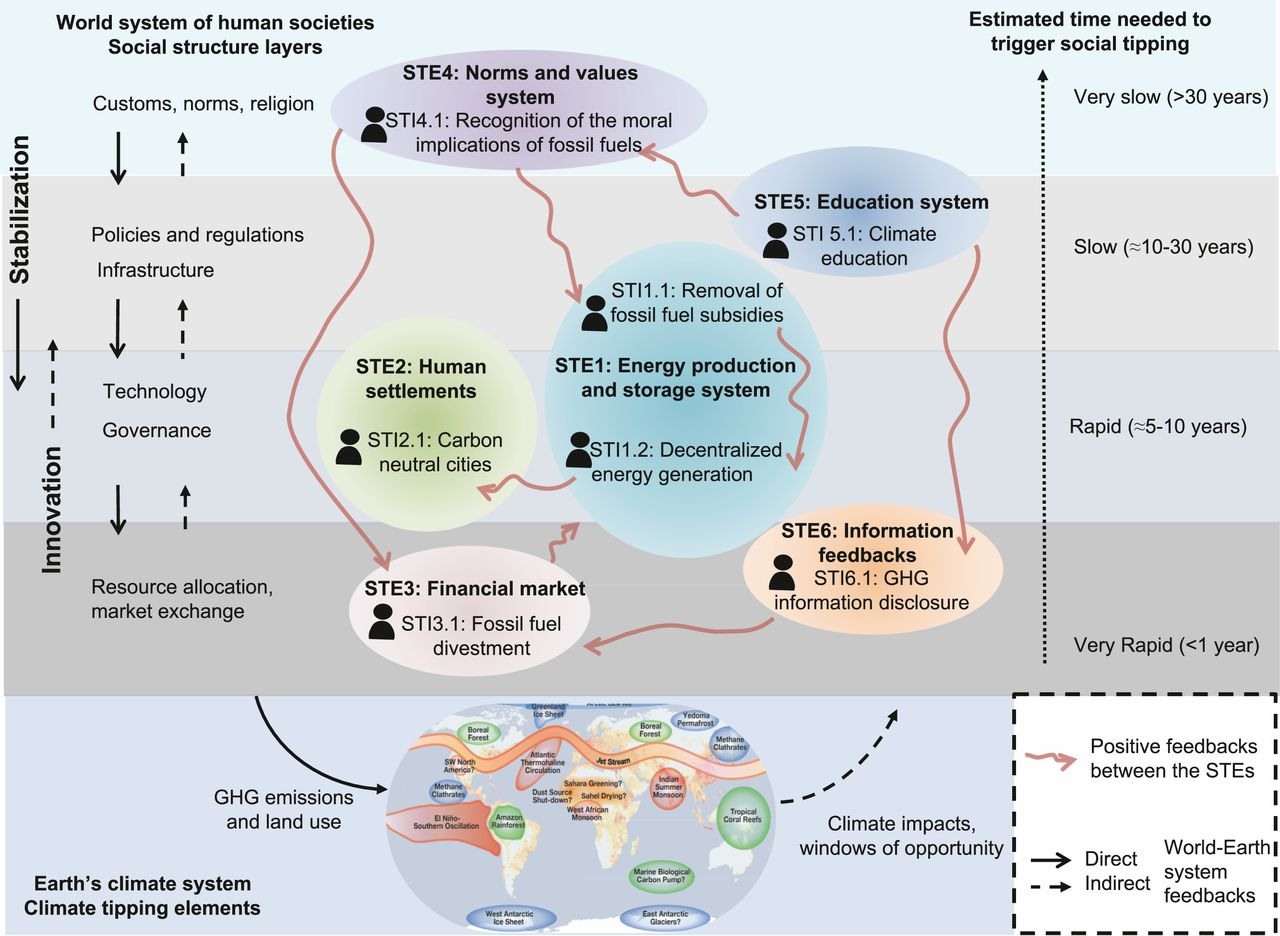
Tương tác của các điểm tới hạn khí hậu (dưới cùng) với các điểm tới hạn liên quan trong hệ thống kinh tế xã hội (trên cùng) trên các thang thời gian khác nhau.

Một điểm giới hạn trong hệ thống khí hậu là một ngưỡng mà khi vượt quá, có thể dẫn đến những thay đổi lớn trong trạng thái của hệ thống. Các điểm giới hạn tiềm năng đã được xác định trong hệ thống khí hậu vật lý, trong các hệ sinh thái bị ảnh hưởng, và đôi khi trong cả hai. Ví dụ, luồng phản hồi từ chu kỳ carbon toàn cầu là một động lực cho quá trình chuyển đổi giữa các giai đoạn băng và gian băng, kích hoạt bởi orbital forcing. Lịch sử nhiệt độ địa chất của Trái Đất có nhiều ví dụ khác về sự chuyển đổi địa chất nhanh chóng giữa các trạng thái khí hậu khác nhau.